# Giải vô địch bóng đá U-19 Đông Nam Á 2022
Giải vô địch bóng đá U-19 Đông Nam Á 2022 (tiếng Anh: 2022 AFF U-19 Youth Championship, tiếng Indonesia: Kejuaraan Remaja U-19 AFF 2022) là giải đấu lần thứ 17 của Giải vô địch bóng đá U-19 Đông Nam Á, giải đấu bóng đá cấp độ trẻ được tổ chức bởi Liên đoàn bóng đá Đông Nam Á (AFF). Giải lần này được tổ chức tại Indonesia từ ngày 2 đến ngày 15 tháng 7 năm 2022.
Úc là đương kim vô địch, nhưng không tham dự giải đấu lần này. Malaysia đã giành ngôi vô địch của giải đấu sau khi đánh bại Lào với tỉ số 2–0 trong trận chung kết.

## Các đội tuyển tham dự
11 đội tuyển đến từ các hiệp hội thành viên của Liên đoàn bóng đá Đông Nam Á đã tham dự giải đấu và được liệt kê bên dưới. Nhà vô địch giải đấu năm 2019, Úc, đã không góp mặt trong giải lần này. 
| Đội tuyển   | Hiệp hội         | Tham dự | Thành tích tốt nhất lần trước                                    |
| ----------- | ---------------- | ------- | ---------------------------------------------------------------- |
| Thái Lan    | HHBĐ Thái Lan    | 15 lần  | Vô địch (2002, 2009, 2011, 2015, 2017)                           |
| Việt Nam    | LĐBĐ Việt Nam    | 15 lần  | Vô địch (2007)                                                   |
| Campuchia   | LĐBĐ Campuchia   | 10 lần  | Vòng bảng (2002, 2007, 2009, 2011, 2013, 2015, 2016, 2017, 2018) |
| Brunei      | HHBĐ Brunei      | 9 lần   | Vòng bảng (2002, 2005, 2007, 2011, 2013, 2015, 2017, 2018)       |
| Indonesia   | HHBĐ Indonesia   | 10 lần  | Vô địch (2013)                                                   |
| Lào         | LĐBĐ Lào         | 11 lần  | Hạng ba (2002, 2005, 2015)                                       |
| Malaysia    | HHBĐ Malaysia    | 13 lần  | Vô địch (2018,2022)                                              |
| Myanmar     | LĐBĐ Myanmar     | 13 lần  | Vô địch (2003, 2005)                                             |
| Philippines | LĐBĐ Philippines | 9 lần   | Vòng bảng (2002, 2003, 2011, 2015, 2016, 2017, 2018)             |
| Singapore   | HHBĐ Singapore   | 12 lần  | Hạng ba (2003)                                                   |
| Đông Timor  | LĐBĐ Đông Timor  | 8 lần   | Hạng ba (2013)                                                   |

| Không tham dự |
| ------------- |
| Úc            |

## Bốc thăm
Lễ bốc thăm cho giải đấu đã được tổ chức vào ngày 9 tháng 6 năm 2022. 11 đội tuyển tham dự được chia thành hai bảng, một bảng 5 đội và một bảng 6 đội. Các đội được xếp hạt giống dựa vào thành tích của giải đấu lần trước. 
| Nhóm 1        | Nhóm 2  | Nhóm 3     | Nhóm 4    | Nhóm 5    | Nhóm 6      |
| ------------- | ------- | ---------- | --------- | --------- | ----------- |
| Indonesia (H) | Myanmar | Việt Nam   | Campuchia | Singapore | Philippines |
| Malaysia      | Lào     | Đông Timor | Thái Lan  | Brunei    | Philippines |

## Địa điểm
| Bekasi                                                        | Jakarta                |
| ------------------------------------------------------------- | ---------------------- |
| Sân vận động Patriot Candrabhaga                              | Sân vận động GBK Madya |
| Sức chứa: 30.000                                              | Sức chứa: 9.170        |
|                                                               |                        |
| BekasiJakartaGiải vô địch bóng đá U-19 Đông Nam Á 2022 (Java) |                        |

## Đội hình
Các cầu thủ sinh từ sau ngày 1 tháng 1 năm 2003 có đủ điều kiện để tham dự giải đấu.

## Vòng bảng

### Bảng A
| VT | Đội           | ST | T | H | B | BT | BB | HS  | Đ  | Giành quyền tham dự     |
| -- | ------------- | -- | - | - | - | -- | -- | --- | -- | ----------------------- |
| 1  | Việt Nam      | 5  | 3 | 2 | 0 | 12 | 3  | +9  | 11 | Vòng đấu loại trực tiếp |
| 2  | Thái Lan      | 5  | 3 | 2 | 0 | 7  | 1  | +6  | 11 | Vòng đấu loại trực tiếp |
| 3  | Indonesia (H) | 5  | 3 | 2 | 0 | 17 | 2  | +15 | 11 |                         |
| 4  | Myanmar       | 5  | 2 | 0 | 3 | 12 | 12 | 0   | 6  |                         |
| 5  | Philippines   | 5  | 1 | 0 | 4 | 8  | 13 | −5  | 3  |                         |
| 6  | Brunei        | 5  | 0 | 0 | 5 | 0  | 25 | −25 | 0  |                         |

1. 1 2 3  Kết quả đối đầu: Việt Nam 0–0 Indonesia, Indonesia 0–0 Thái Lan, Việt Nam 1–1 Thái Lan. Dựa theo bảng điểm thành tích đối đầu:
  - Việt Nam: 2 điểm, hiệu số ±0, 1 bàn thắng
  - Thái Lan: 2 điểm, hiệu số ±0, 1 bàn thắng
  - Indonesia: 2 điểm, hiệu số ±0, 0 bàn thắng

Indonesia xếp thứ ba về thành tích đối đầu. Việt Nam và Thái Lan hòa nhau về thành tích đối đầu, và được xếp trên theo hiệu số bàn thắng bại.

| Myanmar | 7–0      | Brunei |
| --- | -------- | ------ |
| - Moe Swe 27' - Zaw Win Thein 30' - La Min Htwe 38' - Chit Aye 69' - Thar Yar Win Htet 74' - Ar Kar Kyaw 78' - Thein Zaw Thiha 85' | Chi tiết |        |

| Thái Lan    | 1–0      | Philippines |
| ----------- | -------- | ----------- |
| - Winai 11' | Chi tiết |             |

| Việt Nam | 0–0      | Indonesia |
| -------- | -------- | --------- |
|          | Chi tiết |           |

| Việt Nam                                                                                 | 4–1      | Philippines |
| ---------------------------------------------------------------------------------------- | -------- | ----------- |
| - Nguyễn Quốc Việt 3', 47' - Khuất Văn Khang 68' (ph.đ.) - Nguyễn Văn Trường 77' (ph.đ.) | Chi tiết | - Reyes 52' |

| Myanmar | 0–3      | Thái Lan                          |
| ------- | -------- | --------------------------------- |
|         | Chi tiết | - Thanawat 7' - Nattakit 26', 32' |

| Indonesia                                                               | 7–0      | Brunei |
| ----------------------------------------------------------------------- | -------- | ------ |
| - Hokky 2', 14', 18', 45+2' - Ronaldo 11' - Arkhan 20' - Alfriyanto 61' | Chi tiết |        |

| Philippines     | 1–3      | Myanmar                                                 |
| --------------- | -------- | ------------------------------------------------------- |
| - Rosquillo 29' | Chi tiết | - Swan Htet 4' - Thein Zaw Thiha 7' - Zaw Win Thein 42' |

| Brunei | 0–4      | Việt Nam                                                           |
| ------ | -------- | ------------------------------------------------------------------ |
|        | Chi tiết | - Hà Châu Phi 11' - Nguyễn Giản Tân 32', 59' - Nguyễn Đức Việt 62' |

| Indonesia | 0–0      | Thái Lan |
| --------- | -------- | -------- |
|           | Chi tiết |          |

| Myanmar             | 1–3      | Việt Nam                                         |
| ------------------- | -------- | ------------------------------------------------ |
| - La Min Htwe 90+4' | Chi tiết | - Nguyễn Quốc Việt 3', 90' - Khuất Văn Khang 54' |

| Thái Lan                    | 2–0      | Brunei |
| --------------------------- | -------- | ------ |
| - Kroekphon 45' - Winai 60' | Chi tiết |        |

| Philippines | 1–5      | Indonesia                                                         |
| ----------- | -------- | ----------------------------------------------------------------- |
| - Frias 29' | Chi tiết | - Rabbani 15' (ph.đ.), 42' (ph.đ.), 49' - Nico 27' - Fachrezi 70' |

| Brunei | 0–5      | Philippines                                                    |
| ------ | -------- | -------------------------------------------------------------- |
|        | Chi tiết | - Absalon 20' - Aldeguer 42', 65' - Dalapo 71' - Rosquillo 83' |

| Việt Nam              | 1–1      | Thái Lan        |
| --------------------- | -------- | --------------- |
| - Khuất Văn Khang 75' | Chi tiết | - Kroekphon 72' |

| Indonesia                                                   | 5–1      | Myanmar          |
| ----------------------------------------------------------- | -------- | ---------------- |
| - Ferarri 18', 32' - Arkhan 26' - Rabbani 34' - Ronaldo 73' | Chi tiết | - La Min Htwe 7' |

### Bảng B
| VT | Đội        | ST | T | H | B | BT | BB | HS | Đ  | Giành quyền tham dự     |
| -- | ---------- | -- | - | - | - | -- | -- | -- | -- | ----------------------- |
| 1  | Lào        | 4  | 4 | 0 | 0 | 8  | 2  | +6 | 12 | Vòng đấu loại trực tiếp |
| 2  | Malaysia   | 4  | 2 | 1 | 1 | 6  | 5  | +1 | 7  | Vòng đấu loại trực tiếp |
| 3  | Đông Timor | 4  | 2 | 0 | 2 | 8  | 7  | +1 | 6  |                         |
| 4  | Campuchia  | 4  | 1 | 0 | 3 | 4  | 8  | −4 | 3  |                         |
| 5  | Singapore  | 4  | 0 | 1 | 3 | 1  | 5  | −4 | 1  |                         |

| Đông Timor | 0–2      | Lào                      |
| ---------- | -------- | ------------------------ |
|            | Chi tiết | - Damoth 39' - Peter 44' |

| Singapore | 0–1 | Campuchia  |
| --------- | --- | ---------- |
|           |     | - Dauna 7' |

| Campuchia   | 1–2      | Malaysia                     |
| ----------- | -------- | ---------------------------- |
| - Davit 55' | Chi tiết | - Najmuddin 13' - Haiqal 29' |

| Singapore | 0–1      | Đông Timor  |
| --------- | -------- | ----------- |
|           | Chi tiết | - Mário 60' |

| Malaysia | 0–0      | Singapore |
| -------- | -------- | --------- |
|          | Chi tiết |           |

| Lào             | 2–1      | Campuchia   |
| --------------- | -------- | ----------- |
| - Peter 8', 25' | Chi tiết | - Dauna 85' |

| Lào                                                    | 3–1      | Singapore   |
| ------------------------------------------------------ | -------- | ----------- |
| - Phoutthavong 6' - Sisouphon 45+2' - Chanthavixay 70' | Chi tiết | - Rahim 89' |

| Đông Timor                       | 3–4      | Malaysia                                  |
| -------------------------------- | -------- | ----------------------------------------- |
| - Cristevão 11' - Mário 55', 76' | Chi tiết | - Najmudin 8' - Adam 15', 63' - Aliff 53' |

| Campuchia    | 1–4      | Đông Timor                                      |
| ------------ | -------- | ----------------------------------------------- |
| - Soknet 86' | Chi tiết | - Olagar 23' - Zenivio 26' - Ribeiro 81', 90+1' |

| Malaysia | 0–1      | Lào                        |
| -------- | -------- | -------------------------- |
|          | Chi tiết | - Phoutthavong 66' (ph.đ.) |

## Vòng đấu loại trực tiếp
Trong vòng đấu loại trực tiếp, loạt sút luân lưu sẽ được sử dụng để quyết định đội thắng nếu cần thiết.

### Sơ đồ
|  | Bán kết             | Bán kết |                     |   | Chung kết | Chung kết |
|  |                     |         |                     |   |           |           |
|  | 13 tháng 7 – Bekasi |         |                     |   |           |           |
|  |                     |         |                     |   |           |           |
|  | Việt Nam            | 0       |                     |   |           |           |
|  | Việt Nam            | 0       | 15 tháng 7 – Bekasi |   |           |           |
|  | Malaysia            | 3       |                     |   |           |           |
|  | Malaysia            | 3       | Malaysia            | 2 |           |           |
|  | 13 tháng 7 – Bekasi |         | Malaysia            | 2 |           |           |
|  |                     | Lào     | 0                   |   |           |           |
|  | Lào                 | Lào     | 0                   | 2 |           |           |
|  | Lào                 |         |                     | 2 |           |           |
|  | Thái Lan            | 0       |                     |   |           |           |
|  | Thái Lan            | 0       | Tranh hạng ba       |   |           |           |
|  |                     |         |                     |   |           |           |
|  | 15 tháng 7 – Bekasi |         |                     |   |           |           |
|  |                     |         |                     |   |           |           |
|  | Việt Nam (p)        | 1 (5)   |                     |   |           |           |
|  | Việt Nam (p)        | 1 (5)   |                     |   |           |           |
|  | Thái Lan            | 1 (3)   |                     |   |           |           |

### Các trận đấu

#### Bán kết
| Việt Nam | 0–3      | Malaysia                             |
| -------- | -------- | ------------------------------------ |
|          | Chi tiết | - Adam 26' - Haiqal 70' - Haykal 87' |

| Lào                     | 2–0      | Thái Lan |
| ----------------------- | -------- | -------- |
| - Peter 7' - Damoth 85' | Chi tiết |          |

#### Tranh hạng ba
| Việt Nam                                                                                   | 1–1 | Thái Lan                                    |
| ------------------------------------------------------------------------------------------ | --- | ------------------------------------------- |
| - Nguyễn Quốc Việt 54'                                                                     |     | - Sittha 43'                                |
| Loạt sút luân lưu                                                                          |     |                                             |
| - Khuất Văn Khang - Nguyễn Văn Trường - Nguyễn Nhật Minh - Nguyễn Văn Tú - Nguyễn Đình Bắc | 5–3 | - Kreokphon - Seksan - Chonnapat - Thanawut |

#### Chung kết
| Malaysia               | 2–0      | Lào |
| ---------------------- | -------- | --- |
| - Faiz 13' - Aliff 76' | Chi tiết |     |

## Thống kê

### Vô địch
| Vô địch Giải vô địch bóng đá U-19 Đông Nam Á 2022 |
| ------------------------------------------------- |
| · Malaysia · Lần thứ 2                            |

### Giải thưởng
Các giải thưởng dưới đây đã được trao sau khi giải đấu kết thúc:
| Cầu thủ xuất sắc nhất | Vua phá lưới     | Thủ môn xuất sắc nhất |
| --------------------- | ---------------- | --------------------- |
| Ahmad Aysar Hadi      | Nguyễn Quốc Việt | Phounin Xayyasone     |

### Cầu thủ ghi bàn
Đã có 92 bàn thắng ghi được trong 29 trận đấu, trung bình 3.17 bàn thắng mỗi trận đấu.
5 bàn thắng
- Nguyễn Quốc Việt

4 bàn thắng
- Hokky Caraka
- Rabbani Tasnim
- Peter Phanthavong

3 bàn thắng
- Adam Farhan
- La Min Htwe
- Mário Quintão
- Khuất Văn Khang

2 bàn thắng
- Sovan Dauna
- Muhammad Ferarri
- Arkhan Fikri
- Alfriyanto Nico
- Ronaldo Kwateh
- Phoutthavong Sangvilay
- Damoth Thongkhamsavath
- Najmuddin Akmal
- Haiqal Haqeemi
- Aliff Izwan
- Thein Zaw Thiha
- Zaw Win Thein
- Andres Aldeguer
- Jaime Rosquillo
- Nattakit Butsing
- Winai Aimoat
- Kroekphon Arbram
- Luís Ribeiro
- Nguyễn Giản Tân

1 bàn thắng
- Chanvibol Davit
- Hav Soknet
- Razzaa Fachrezi
- Sisouphon Akkharong
- Chanthavixay Khounthoumphone
- Nadim Rahim
- Haykal Danish
- Faiz Amer
- Ar Kar Kyaw
- Chit Aye
- Moe Swe
- Thar Yan Win Htet
- Swan Htet
- Sandro Reyes
- Karl Absalon
- Uriel Dalapo
- Justin Frias
- Thawatchai Inprakhon
- Sittha Boonlha
- Cristevão Fernandes
- Xavier Olagar
- Zenivio
- Nguyễn Văn Trường
- Hà Châu Phi
- Nguyễn Đức Việt

### Bảng xếp hạng giải đấu
Bảng này sẽ hiển thị thứ hạng của các đội tuyển trong suốt giải đấu.

| VT | Đội           | ST | T | H | B | BT | BB | HS  | Đ  | Kết quả chung cuộc  |
| -- | ------------- | -- | - | - | - | -- | -- | --- | -- | ------------------- |
| 1  | Malaysia      | 6  | 4 | 1 | 1 | 14 | 4  | +10 | 13 | Vô địch             |
| 2  | Lào           | 6  | 5 | 0 | 1 | 11 | 4  | +7  | 15 | Á quân              |
| 3  | Việt Nam      | 7  | 3 | 3 | 1 | 13 | 7  | +6  | 12 | Hạng ba             |
| 4  | Thái Lan      | 7  | 3 | 3 | 1 | 8  | 4  | +4  | 12 | Hạng tư             |
|    |               |    |   |   |   |    |    |     |    |                     |
| 5  | Indonesia (H) | 5  | 3 | 2 | 0 | 17 | 2  | +15 | 11 | Bị loại ở vòng bảng |
| 6  | Đông Timor    | 4  | 2 | 0 | 2 | 8  | 7  | +1  | 6  | Bị loại ở vòng bảng |
| 7  | Myanmar       | 5  | 2 | 0 | 3 | 12 | 12 | 0   | 6  | Bị loại ở vòng bảng |
| 8  | Campuchia     | 4  | 1 | 0 | 3 | 4  | 8  | −4  | 3  | Bị loại ở vòng bảng |
| 9  | Philippines   | 5  | 1 | 0 | 4 | 8  | 13 | −5  | 3  | Bị loại ở vòng bảng |
| 10 | Singapore     | 4  | 0 | 1 | 3 | 1  | 5  | −4  | 1  | Bị loại ở vòng bảng |
| 11 | Brunei        | 5  | 0 | 0 | 5 | 0  | 25 | −25 | 0  | Bị loại ở vòng bảng |

## Phát sóng
| Quốc gia  | Mạng phát sóng   | Kênh truyền hình                             | Nền tảng trực tuyến | Tham khảo   |
| --------- | ---------------- | -------------------------------------------- | ------------------- | ----------- |
| Lào       | Lao Star Channel | Lao Star TV                                  |                     |             |
| Indonesia | Emtek            | Indosiar, Mentari TV, Champions TV World Cup | Vidio               |             |
| Việt Nam  | FPT, Viettel     |                                              | FPT Play, TV360     | [ 4 ] [ 5 ] |

## Tranh cãi

### Campuchia v Lào
Ở trận đấu giữa Campuchia và Lào tại bảng B, trọng tài người Indonesia Aprisman Aranda không công nhận bàn thắng cho Campuchia ở phút 76, mặc dù góc quay chậm trên truyền hình cho thấy bóng đã đi qua vạch vôi. Kết thúc trận đấu, đội tuyển Lào giành chiến thắng trước Campuchia với tỷ số 2–1, qua đó Campuchia chính thức bị loại khỏi giải đấu. Liên đoàn bóng đá Campuchia (FFC) đã đệ đơn phản đối lên AFF về vấn đề này. Trước sự phản đối của Campuchia, AFF đã gửi một bức thư xin lỗi đến liên đoàn bóng đá nước này.

### Việt Nam v Thái Lan
Trận đấu cuối cùng của bảng A giữa Việt Nam và Thái Lan đã diễn ra đầy tranh cãi. Tỷ số hòa 1–1 sau 90 phút đủ để cả hai đội vào bán kết, còn chủ nhà Indonesia bị loại dù có cùng điểm và hiệu số bàn thắng bại. Điều này dựa trên tiêu chí thành tích đối đầu giữa ba đội, theo Điều lệ và Quy định của Giải đấu. Tuy nhiên, điều đáng chú ý là sau khi có bàn thắng gỡ hòa 1–1, Việt Nam và Thái Lan được đánh giá là đã chơi không sòng phẳng, khi cả hai đội được cho là cố ý làm chậm nhịp độ trận đấu trong 15 phút cuối sau khi đã chắc suất vào bán kết. Các cầu thủ Việt Nam chỉ chơi bóng xung quanh phần sân của mình mà không bị các cầu thủ đối phương gây sức ép, trong khi các cầu thủ Thái Lan nằm sân vì chấn thương dù không hề chạm bóng.
Cho rằng U-19 Việt Nam và U-19 Thái Lan đã cố tình thi đấu không hết sức để loại đội chủ nhà, vào ngày 12 tháng 7 năm 2022, Hiệp hội bóng đá Indonesia (PSSI) đã gửi đơn khiếu nại lên AFF, thậm chí còn gửi một bản sao để báo cáo vụ việc lên Liên đoàn bóng đá châu Á (AFC) và thế giới (FIFA) về trận đấu. Mãi đến ngày 30 tháng 7, AFF mới có văn bản trả lời chính thức, nêu rõ không có dấu hiệu vi phạm trong 12 phút cuối trận đấu giữa Việt Nam và Thái Lan. PSSI sau khi nhận được văn bản trả lời của AFF đã cho biết sẽ không còn bất cứ khiếu nại nào nữa.
Huấn luyện viên đội tuyển Indonesia Shin Tae-yong đã tỏ ra lạ lẫm khi AFF áp dụng quy định ưu tiên chỉ số đối đầu và cho rằng FIFA và AFC đã không còn sử dụng nó từ lâu. Nhưng trên thực tế, việc xét đối đầu giữa các đội bằng điểm đã được nhiều giải đấu ở châu lục và thế giới áp dụng, thậm chí ngay chính U-19 Indonesia đã từng được hưởng lợi nhờ quy định này tại giải U-19 châu Á năm 2018 cũng trên sân nhà.